# Cerveses Txorierri
Cerveses Txorierri (Txorierri Garagardoak en basc) és una cerveseria a Sondika (Biscaia). Va començar l'activitat cervesera el 2006 però amb la inauguració d'una petita fàbrica el 2016, la producció va conèixer una expansió considerable. Produeix cervesa artesana, utilitzant procediments naturals tradicionals.
Tot i utilitzar encara unes primeres matèries angleses o alemanyes, creen un bocam de la terra en utilitzar malt fet a partir cereals d'Araba i Navarra i sobretot llúpol d'una plantació pròpia. El llúpol fresc porta qualitats olfactives i gustatives que els llúpols secs utilitzats per la majoria de les cerveseries no tenen.